# Billard A 50 D
Ne doit pas être confondu avec Billard A 50 DL.
Le Billard A 50 D est un autorail à voie métrique, construit par les Établissements Billard.

## Histoire
Trois autorails sont livrés au cours de l'année 1932 pour les Chemins de fer départementaux de l'Oise, affectés aux lignes de Noyon.

## Caractéristiques
- Nombre : 3 ;
- Numéros : 1-3 ;
- Écartement : métrique (1 000 mm).